# موزر (ویرجینیای غربی)
موزر (به انگلیسی: Mozer) یک منطقهٔ مسکونی در ایالات متحده آمریکا است که در شهرستان پندلتن، ویرجینیای غربی واقع شده‌است.